# Eerste klasse 1900-01 (voetbal België)
Het seizoen 1900/01 van de Belgische Eerste Klasse was een officieel seizoen van de hoogste Belgische voetbalklasse. In tegenstelling tot de twee voorgaande seizoenen, bestond het kampioenschap opnieuw uit een enkele reeks met clubs uit het hele land. Racing Club de Bruxelles veroverde zijn derde landstitel, de tweede op rij.

## Gepromoveerde en degraderende teams
Er bestond geen echt systeem van promotie of degradatie. De competitie bestond hoofdzakelijk uit dezelfde teams als vorig seizoen, op enkele wijziging na. Van de clubs uit de West- en Oost-Vlaamse reeks van vorig seizoen namen enkel FC Brugeois en CS Brugeois deel. Verviers FC dat enkele seizoenen op het tweede niveau had gespeeld, trad voor het eerst aan in de hoogste klasse. In Antwerpen waren veel spelers van Antwerp FC naar de nieuwe club Beerschot AC getrokken. Beerschot ging meteen van start in de hoogste afdeling. Antwerp FC dat vorig seizoen nog voor de titel had gestreden besliste om zich niet in te schrijven en deel te nemen aan de tweede klasse.

## Clubs
Negen clubs speelden in 1900/01 in Eerste Klasse.
| # kaart | Stam- nummer | Club                                 | Plaats              | Stadion                                                | # seiz. 1e klasse |
| ------- | ------------ | ------------------------------------ | ------------------- | ------------------------------------------------------ | ----------------- |
| 1       | 6            | Racing Club de Bruxelles             | Ukkel               | wielerpiste van Longchamps                             | 6e                |
| 2       | 13           | Beerschot AC                         | Antwerpen           | terrein op het Kiel                                    | 1e                |
| 3       | 5            | Léopold Club de Bruxelles            | Elsene              | terrein Ten Bosch                                      | 6e                |
| 4       | --           | Athletic & Running Club de Bruxelles | Ukkel               | ?                                                      | 5e                |
| 5       | --           | Skill FC de Bruxelles                | Sint-Jans-Molenbeek | ?                                                      | 2e                |
| 6       | 4            | FC Liégeois                          | Luik                | terrein op het Champ d'Oiseaux in de wijk Cointe       | 6e                |
| 7       | 8            | Verviers FC                          | Verviers            | ?                                                      | 1e                |
| 8       | 3            | FC Brugeois                          | Brugge              | "Het Ratteplein" in de Sint-Baafs-wijk                 | 4e                |
| 9       | 12           | CS Brugeois                          | Brugge              | terrein vlak bij het Sint-Franciscus-Xaveriusinstituut | 2e                |

## Eindstand
|   |   |                                      | P  | W  | G | V  | +  | -  | DS  | Ptn |
| - | - | ------------------------------------ | -- | -- | - | -- | -- | -- | --- | --- |
| K | 1 | Racing Club de Bruxelles             | 16 | 10 | 6 | 0  | 39 | 11 | 28  | 26  |
|   | 2 | Beerschot AC                         | 16 | 11 | 3 | 2  | 47 | 21 | 26  | 25  |
|   | 3 | Léopold Club de Bruxelles            | 16 | 10 | 3 | 3  | 37 | 20 | 17  | 23  |
|   | 4 | Athletic & Running Club de Bruxelles | 16 | 7  | 4 | 5  | 39 | 26 | 13  | 18  |
|   | 5 | Skill FC de Bruxelles                | 16 | 5  | 3 | 8  | 36 | 30 | 6   | 13  |
|   | 6 | FC Liégeois                          | 16 | 5  | 3 | 8  | 22 | 25 | -3  | 13  |
|   | 7 | Verviers FC                          | 16 | 6  | 0 | 10 | 19 | 44 | -25 | 12  |
|   | 8 | FC Brugeois                          | 16 | 2  | 4 | 10 | 10 | 40 | -30 | 8   |
|   | 9 | CS Brugeois                          | 16 | 1  | 4 | 11 | 16 | 48 | -32 | 6   |

P: wedstrijden gespeeld, W: wedstrijden gewonnen, G: gelijke spelen, V: wedstrijden verloren, +: gescoorde doelpunten, -: doelpunten tegen, DS: doelsaldo, Ptn: totaal punten
K: kampioen --- Wedstrijden waarin forfait werd gegeven telden niet mee voor het doelsaldo

## Uitslagentabel
|                                      |     | BEE | CSB   | FCB   | ARB | LEO | RCB | SKI   | LUI   | VER   |
| Beerschot AC                         | BEE | X   | 10-2  | 2-0   | 1-0 | 2-1 | 2-2 | 5-3   | 5-0ff | 2-0   |
| CS Brugeois                          | CSB | 0-3 | X     | 0-0   | 3-3 | 0-1 | 1-2 | 1-1   | 4-1   | 1-2   |
| FC Brugeois                          | FCB | 0-3 | 2-2   | X     | 2-0 | 0-1 | 1-4 | 5-0ff | 2-2   | 2-3   |
| Athletic & Running Club de Bruxelles | ARB | 3-1 | 6-0   | 9-0   | X   | 1-1 | 1-1 | 2-2   | 5-0ff | 1-0   |
| Léopold Club de Bruxelles            | LEO | 3-2 | 3-1   | 6-1   | 3-5 | X   | 0-0 | 3-1   | 6-0   | 5-0ff |
| Racing Club de Bruxelles             | RCB | 1-1 | 4-1   | 5-0ff | 4-0 | 1-1 | X   | 5-0ff | 5-0ff | 8-0   |
| Skill FC de Bruxelles                | SKI | 3-3 | 7-0   | 7-0   | 3-2 | 2-3 | 1-4 | X     | 5-0ff | 4-2   |
| FC Liégeois                          | LUI | 2-4 | 3-0   | 0-0   | 3-2 | 3-1 | 2-2 | 2-0   | X     | 3-2   |
| Verviers FC                          | VER | 1-6 | 5-0ff | 1-0   | 2-4 | 1-4 | 0-6 | 3-2   | 2-1   | X     |

## Topscorer
| Scorer        | Goals | Team         | Land     |
| ------------- | ----- | ------------ | -------- |
| Herbert Potts | 26    | Beerschot AC | Engeland |

1895/96 · 1896/97 · 1897/98 · 1898/99 · 1899/00 · 1900/01 · 1901/02 · 1902/03 · 1903/04 · 1904/05 · 1905/06 · 1906/07 · 1907/08 · 1908/09 · 1909/10 · 1910/11 · 1911/12 · 1912/13 · 1913/14 · 1914/15 · 1915/16 · 1916/17 · 1917/18 · 1918/19 · 
1919/20 · 1920/21 · 1921/22 · 1922/23 · 1923/24 · 1924/25 · 1925/26 · 1926/27 · 1927/28 · 1928/29 · 1929/30 · 1930/31 · 1931/32 · 1932/33 · 1933/34 · 1934/35 · 1935/36 · 1936/37 · 1937/38 · 1938/39 · 1939/40 · 1940/41 · 1941/42 · 1942/43 · 1943/44 · 1944/45 · 1945/46 · 1946/47 · 1947/48 · 1948/49 · 1949/50 · 1950/51 · 1951/52 · 1952/53 · 1953/54 · 1954/55 · 1955/56 · 1956/57 · 1957/58 · 1958/59 · 1959/60 · 1960/61 · 1961/62 · 1962/63 · 1963/64 · 1964/65 · 1965/66 · 1966/67 · 1967/68 · 1968/69 · 1969/70 · 1970/71 · 1971/72 · 1972/73 · 1973/74 · 1974/75 · 1975/76 · 1976/77 · 1977/78 · 1978/79 · 1979/80 · 1980/81 · 1981/82 · 1982/83 · 1983/84 · 1984/85 · 1985/86 · 1986/87 · 1987/88 · 1988/89 · 1989/90 · 1990/91 · 1991/92 · 1992/93 · 1993/94 · 1994/95 · 1995/96 · 1996/97 · 1997/98 · 1998/99 · 1999/00 · 2000/01 · 2001/02 · 2002/03 · 2003/04 · 2004/05 · 2005/06 · 2006/07 · 2007/08 · 2008/09 · 2009/10 · 2010/11 · 2011/12 · 2012/13 · 2013/14 · 2014/15 · 2015/16 · 2016/17 · 2017/18 · 2018/19 · 2019/20 · 2020/21· 2021/22 · 2022/23 · 2023/24 · 2024/25